# Rivière de la Licorne
Pour les articles homonymes, voir Licorne (homonymie).
La rivière de la Licorne est un affluent du bassin versant du lac Ashuapmushuan, coulant dans le territoire non organisé de Lac-Ashuapmushuan dans la municipalité régionale de comté (MRC) du Domaine-du-Roy, dans la région administrative de Saguenay–Lac-Saint-Jean, dans la province de Québec, au Canada.
La vallée de la rivière de la Licorne est surtout desservie par des routes forestières secondaires pour les besoins des activités forestières. Ces routes secondaires sont reliées indirectement à la route 212 (sens est-ouest) qui coupe cette vallée vers le milieu du cours de la rivière. Tandis que la route 167 passe du côté nord de l'embouchure de la rivière,.
La foresterie (principalement la sylviculture) constitue la principale activité économique de cette vallée; les activités récréotouristiques, en second, principalement à cause de la réserve faunique Ashuapmushuan,[source détournée].

## Géographie
La rivière de la Licorne tire sa source du lac Decharnay (longueur: 3,6 km; altitude: 514 m). Ce lac comporte en son centre une île d'une longueur de 0,7 km et une baie s'étirant sur 1,2 km vers le nord. Ce lac de tête est alimenté par trois décharges de ruisseaux (venant du sud).
Cette source est située en zone montagneuse dans le territoire non organisé de Lac-Ashuapmushuan à:
- 10,3 km au nord-ouest d'une courbe de la rivière du Grand Portage;
- 14,0 km au sud-ouest du lac Chigoubiche;
- 17,0 km au nord-est du lac Marquette (versant de la rivière Marquette);
- 18,7 km au sud-ouest du chemin de fer du Canadien National[source détournée][2].

À partir de l'embouchure du lac Decharnay, la rivière de la Licorne coule sur 33,0 km avec une dénivellation de 143 m, entièrement en zone forestière, selon les segments suivants:
- 8,4 km vers le nord-ouest, en recueillant la décharge (venant de l'ouest) du lac Puxe, jusqu'au ruisseau de la Côte Croche (venant du sud-est);
- 8,6 km vers le nord en recueillant la décharge (venant du nord-ouest) du Lac de la Licorne et du lac des Mainates; la décharge d'un ensemble de lacs dont Bégin, Tassé, Kernével et Baratier; en formant un crochet vers l'est, jusqu'à un coude de rivière, correspondant à la décharge des lacs des Bécasseaux et Bédéchan; puis vers le nord-est, jusqu'à la décharge (venant du sud) d'un ensemble de lacs dont Beaufrai, Iviers, des Belles-Angéliques, Momeny, Rohomier, Hurlus et Cindré;
- 2,9 km vers le nord en coupant la route forestier en début de segment, en formant un crochet vers l'est, jusqu'à la décharge (venant de l'est) des lacs Pie-XII, Auré et des Saules;
- 13,9 km (ou 7.7 km en ligne directe) d'abord vers le nord-ouest, en serpentant grandement et en zone de marais sur presque tout ce segment, en recueillant la décharge (venant de l'ouest) de quelques petits lacs, en recueillant la décharge (venant du sud) du lac Rubis, en recueillant la décharge (venant du sud) d'un ensemble de lacs dont du Tracé, Lapège, des Vanesses, la décharge (venant de l'ouest) du lac Granès, jusqu'à la rive sud du lac Grabriel-Fleury (soit l'embouchure de cette rivière).[source détournée][2].

La rivière de la Licorne se déverse sur la rive sud du lac Gabriel-Fleury. Cette confluence est située à:
- 2,5 km au sud du chemin de fer du Canadien National (soit près du lieu-dit de Bochart) et de la route 167;
- 2,0 km à l'ouest du lac Chigoubiche;
- 12,9 km à l'est de l'embouchure du lac Ashuapmushuan[source détournée][2].

À partir de l’embouchure de la rivière de la Licorne, le courant traverse successivement le lac Gabriel-Fleury, et le Lac du Grand Duc; puis descend la décharge de ce dernier lac sur 7,3 km, puis travers le lac Ashuapmushuan sur 12,8 km; puis descends successivement le cours de la rivière Ashuapmushuan sur 193 km (soit sa pleine longueur), puis traverse le lac Saint-Jean vers l'est sur 41,1 km (soit sa pleine longueur), emprunte le cours de la rivière Saguenay via la Petite Décharge sur 172,3 km vers l'est jusqu'à Tadoussac où il conflue avec l’estuaire du Saint-Laurent[source détournée].

## Toponymie
Le toponyme « rivière de la Licorne » a été officialisé le 18 juin 1971.